# Ісмаель Діас де Леон
Ісмаель Діас де Леон (ісп. Ismael Díaz de León, нар. 12 травня 1997, Панама) — панамський футболіст, нападник клубу «Тауро» та національної збірної Панами.

## Клубна кар'єра
Вихованець клубу «Тауро». 2 вересня 2012 року в матчі проти «Альянси» він дебютував у чемпіонаті Панами. У цьому ж поєдинку він забив свій перший гол за «Тауро». 19 вересня в матчі Ліги чемпіонів КОНКАКАФ проти американського «Реал Солт-Лейк» Ісмаель дебютував на міжнародному рівні. Всього провів за клуб 27 матчів в чемпіонаті.
Влітку 2015 року Діас перейшов у португальський «Порту». Через високу конкуренцію він почав виступ за дублюючу команду «драконів». 22 серпня в матчі проти «Орієнтала» Ісмаель дебютував у Сегунда-лізі. 30 вересня в поєдинку проти «Варзіма» він забив свій перший гол за дублерів. 20 січня 2016 року в матчі Кубку Португалії проти «Фамалікана» Діас дебютував за основний склад «Порту», замінивши у другому таймі Андре Сілву. Наразі встиг відіграти за дублерів клубу з Порту 57 матчів в національному чемпіонаті.
У 2017 році Діас на постійній основі перейшов в іспанський «Депортіво», де протягом сезону 2017/18 виступав за дублюючу команду у Сегунді Б, після чого перебував у структурі уругвайського «Ель Танке Сіслей» та португальського «Академіку» (Візеу), але за перші команди теж не грав.
В січні 2020 року Ісмаель Діас повернувся в рідне «Тауро».

## Виступи за збірні
2013 року дебютував у складі юнацької збірної Панами, з якою завоював срібні медалі на домашньому юнацькому чемпіонаті КОНКАКАФ. На турнірі він зіграв у матчах проти команд Тринідаду і Тобаго, Канади, Мексики, Ямайки та Барбадосу. У ворота тринідадців і канадців Ісмаель забив три м'ячі. У тому ж році він взяв участь у юнацькому чемпіонаті світу в ОАЕ. На турнірі Діас зіграв у матчах проти збірних Узбекистану, Хорватії та Марокко.
У 2015 році Діас був включений в заявку молодіжної збірної Панами на молодіжний чемпіонат КОНКАКАФ на Ямайці. На турнірі він зіграв у матчах проти команд Мексики, Аруби, США, Ямайки, Тринідаду і Тобаго та Гватемали. В поєдинках проти гватемальців, ямайців і арубців Ісмаель забив чотири м'ячі. За підсумками змагань він завоював срібну медаль. Влітку того ж року Діас взяв участь у молодіжному чемпіонаті світу у Новій Зеландії. На турнірі він зіграв у матчах проти Аргентини, Австрії та Гани.
21 серпня 2014 року дебютував в офіційних матчах у складі національної збірної Панами в товариському матчі проти збірної Куби. У цьому ж поєдинку він забив свій перший гол за національну команду.
2017 року був учасником Золотого кубка КОНКАКАФ, на якому у матчі з Нікарагуа забив свій другий гол за збірну. Всього на турнірі зіграв у трьох іграх і дійшов з командою до чвертьфіналу.
Наступного року Діас взяв участь в чемпіонаті світу 2018 року в Росії, зігравши на турнірі лише в одному матчі проти команди Бельгії (0:3), а його команда не вийшла з групи.
Наразі провів у формі головної команди країни 12 матчів, забивши 2 голи.